# スペシャル・タイムス
『スペシャル・タイムス』（英: These Are Special Times）は、カナダ人歌手セリーヌ・ディオンの初の英語によるクリスマスアルバム。定番のクリスマスソングのカバーだけでなく書下ろしのオリジナル曲も収録されているこのアルバムは、1998年10月30日にソニー・ミュージックエンタテインメントより発売された。アルバム中の大部分の楽曲でプロデュースを担当しているのはデイヴィッド・フォスターとリック・ウェイクで、他にもR・ケリーやブライアン・アダムスがプロデュースをする楽曲もある。

## 概要
ディオンにとって『FALLING INTO YOU』（1996年）や『レッツ・トーク・アバウト・ラヴ』（1997年）といった大ヒットアルバムに続く新作スタジオアルバムである。このアルバムからのシングルはアメリカ1位獲得シングル「アイム・ユア・エンジェル」（R・ケリーとのデュエット曲）やゴールデングローブ賞受賞曲「ザ・プレイヤー」（アニメーション映画『魔法の剣 キャメロット』主題歌）がある。ニールセン・サウンドスキャンによれば2012年12月時点でアメリカ国内で525万7000枚を売り上げ、RIAAにより5プラチナに認定されている。カナダでは出荷枚数100万枚、CRIAによりダイヤモンドに認定された。世界累計では2000万枚以上を売り上げ、アメリカの「歴代最も売れたクリスマスアルバム」の一つとなった。
クリスマスソングに関して、セリーヌ・ディオンは過去に『セリーヌ・ディオン・シャンテ・ノエル』（1981年）と『シャン・エ・コント・ド・ノエル』（1983年）の2枚のフランス語によるクリスマスアルバムをリリースしているが、英語によるクリスマスアルバムは本作が初である。また、その後1993年にはデイヴィッド・フォスタープロデュースのコンピレーションアルバム『ザ・クリスマス・アルバム』収録用に「ザ・クリスマス・ソング」をレコーディングしている。

## 収録曲
| #   | タイトル                                                                                   | 作詞・作曲                                                                    | プロデュース                           | 時間 |
| --- | ------------------------------------------------------------------------------------------ | ----------------------------------------------------------------------------- | -------------------------------------- | ---- |
| 1.  | 「オー・ホーリー・ナイト〜さやかに星はきらめき」                                           | アドルフ・アダン、プラシド・カポー、ジョン・サリバン・ドワイト                | デイヴィッド・フォスター               | 5:21 |
| 2.  | 「ドント・セイヴ・イット・オール・フォー・クリスマス・デイ 」                              | ピーター・ジッゾ、リック・ウェイク、セリーヌ・ディオン                        | ウェイク                               | 4:37 |
| 3.  | 「ブルー・クリスマス」                                                                     | ジェイ・ジョンソン、ビル・ヘイズ                                              | フォスター                             | 3:48 |
| 4.  | 「アナザー・イヤー・ハズ・ゴーン・バイ」                                                   | ブライアン・アダムス、エリオット・ケネディ                                    | アダムス                               | 3:24 |
| 5.  | 「ザ・マジック・オブ・クリスマス・デイ」(ゴッド・ブレス・アス・エヴリワン)                 | ディー・スナイダー                                                            | ウェイク                               | 4:17 |
| 6.  | 「アヴェ・マリア」                                                                         | フランツ・シューベルト                                                        | フォスター                             | 4:55 |
| 7.  | 「アデステ・フィデルス〜神の御子は今宵しも」(オー・カム・オール・イェ・フェイスフル)       | 民謡                                                                          | フォスター                             | 4:43 |
| 8.  | 「ザ・クリスマス・ソング」(チェスナッツ・ロースティング・オン・アン・オープン・ファイアー) | メル・トーメ、ロバート・ウェルズ                                              | フォスター                             | 4:13 |
| 9.  | 「ザ・プレイヤー」(デュエット・ウィズ・アンドレア・ボチェッリ)                             | キャロル・ベイヤー・セイガー、フォスター、アルベルト・ テスタ、トニー・レニス | フォスター、レニス、ベイヤー・セイガー | 4:29 |
| 10. | 「ブラームスの子守歌」                                                                     | ヨハネス・ブラームス                                                          | フォスター                             | 3:32 |
| 11. | 「クリスマス・イヴ」                                                                       | マリア・クリステンセン、カーティス・フラスカ                                  | ウェイク                               | 4:16 |
| 12. | 「ディーズ・アー・ザ・スペシャル・タイムス」                                               | ダイアン・ウォーレン                                                          | フォスター                             | 4:08 |
| 13. | 「ハッピー・クリスマス（戦争は終った）」                                                   | ジョン・レノン、オノ・ヨーコ                                                  | ウェイク                               | 4:14 |
| 14. | 「アイム・ユア・エンジェル」(デュエット・ウィズ・R・ケリー)                                | R・ケリー                                                                     | R・ケリー                              | 5:31 |
| 15. | 「フェリース・ナヴィダッド」                                                               | ホセ・フェリシアーノ                                                          | ウェイク、ウンベルト・ガティーカ       | 3:40 |
| 16. | 「レ・クロシュ・ドゥ・ハモ」                                                               | Albert Larrieu                                                                | ウェイク                               | 3:10 |

| #   | タイトル                                                     | 作詞・作曲                                 | プロデュース                         | 時間 |
| --- | ------------------------------------------------------------ | ------------------------------------------ | ------------------------------------ | ---- |
| 17. | 「マイ・ハート・ウィル・ゴー・オン」(カラオケ・ヴァージョン) | ジェームズ・ホーナー、ウィル・ジェニングス | ウォルター・アファナシエフ、ホーナー | 4:40 |

| #   | タイトル | 作詞・作曲                                                                                             |
| --- | --- | --- |
| 1.  | 「パワー・オブ・ラヴ」 | キャンディー・デルージュ、グンター・メンデ、メアリー・スーザン・アップルゲート、ジェニファー・ラッシュ |
| 2.  | 「ドゥ・ユー・ヒア・ホワット・アイ・ヒア 」(デュエット・ウィズ・ロージー・オドネル)                                                                                  | ノエル・リグニー、グロリア・シェイン・ベイカー                                                         |
| 3.  | 「オー・ホーリー・ナイト」 | アドルフ・アダン、プラシド・カポー、ジョン・サリバン・ドワイト                                         |
| 4.  | 「ビコーズ・ユー・ラヴド・ミー」 | ウォーレン                                                                                             |
| 5.  | 「レッツ・トーク・アバウト・ラヴ」 | アダムス、ジャン=ジャック・ゴールドマン、ケネディー                                                    |
| 6.  | 「ザ・ファースト・タイム・エヴァー・アイ・ソー・ユア・フェイス」 | イワン・マッコール                                                                                     |
| 7.  | 「マイ・ハート・ウィル・ゴー・オン」 | ホーナー、ジェニングス                                                                                 |
| 8.  | 「ザ・プレイヤー」(デュエット・ウィズ・アンドレア・ボチェッリ) | ベイヤー・セイガー、フォスター、テスタ、レニス                                                         |
| 9.  | 「アヴェ・マリア」(パフォームド・バイ・アンドレア・ボチェッリ) | ピエトロ・マスカーニ                                                                                   |
| 10. | 「フェリース・ナヴィダッド・アンド・ディーズ・アー・スペシャル・タイムス」(フィーチャリング・フェリース・ナヴィダッド・アンド・ディーズ・アー・スペシャル・タイムス) | ホセ・フェリシアーノ、ウォーレン                                                                       |

## チャート・認定
| チャート（1998年）                               | 最高位 |
| ------------------------------------------------ | ------ |
| オーストラリア・アルバムチャート                 | 6      |
| オーストリア・アルバムチャート                   | 2      |
| ベルギー フランデレン地域圏・アルバムチャート    | 16     |
| ベルギー ワロン地域圏・アルバムチャート          | 12     |
| カナダ・アルバムチャート                         | 1      |
| デンマーク・アルバムチャート                     | 6      |
| オランダ・アルバムチャート                       | 3      |
| 全欧アルバムチャート                             | 3      |
| フィンランド・アルバムチャート                   | 4      |
| フランス・アルバムチャート                       | 23     |
| ドイツ・アルバムチャート                         | 3      |
| ハンガリー・アルバムチャート                     | 14     |
| イタリア・アルバムチャート                       | 7      |
| 日本・アルバムチャート                           | 4      |
| マレーシア・アルバムチャート                     | 6      |
| ニュージーランド・アルバムチャート               | 4      |
| ノルウェー・アルバムチャート                     | 1      |
| スウェーデン・アルバムチャート                   | 3      |
| スイス・アルバムチャート                         | 1      |
| 全英アルバムチャート                             | 20     |
| アメリカ・ビルボード200                          | 2      |
| アメリカ・ビルボードトップホリデーアルバム       | 1      |
| チャート（1999年）                               | 最高位 |
| アメリカ・ビルボードトップポップカタログアルバム | 1      |

| 国               | 認定         |
| ---------------- | ------------ |
| オーストラリア   | 2×プラチナ   |
| オーストリア     | プラチナ     |
| ベルギー         | プラチナ     |
| カナダ           | ダイアモンド |
| ヨーロッパ       | プラチナ     |
| フィンランド     | ゴールド     |
| ドイツ           | ゴールド     |
| 日本             | 2×プラチナ   |
| オランダ         | ゴールド     |
| ニュージーランド | 2×プラチナ   |
| ノルウェー       | 2×プラチナ   |
| スウェーデン     | プラチナ     |
| スイス           | 2×プラチナ   |
| イギリス         | ゴールド     |
| アメリカ         | 5×プラチナ   |

| チャート（1998)                                  | 順位 |
| ------------------------------------------------ | ---- |
| オーストラリア・アルバムチャート                 | 45   |
| ベルギー フランデレン地域圏・アルバムチャート    | 56   |
| ベルギー ワロン地域圏・アルバムチャート          | 64   |
| カナダ・アルバムチャート                         | 35   |
| オランダ・アルバムチャート                       | 85   |
| スイス・アルバムチャート                         | 21   |
| チャート（1999年）                               | 順位 |
| オランダ・アルバムチャート                       | 80   |
| チャート（2000年）                               | 順位 |
| フィンランド・アルバムチャート                   | 70   |
| アメリカ・ビルボードトップポップカタログアルバム | 3    |
| チャート（2001年）                               | 順位 |
| アメリカ・ビルボードトップポップカタログアルバム | 24   |
| チャート（2002年）                               | 順位 |
| アメリカ・ビルボードトップポップカタログアルバム | 32   |
| チャート（2003年）                               | 順位 |
| アメリカ・ビルボードトップポップカタログアルバム | 36   |
| チャート（2004年）                               | 順位 |
| アメリカ・ビルボードトップポップカタログアルバム | 45   |
| チャート（2008年）                               | 順位 |
| アメリカ・ビルボードトップポップカタログアルバム | 41   |

| チャート（2000年代）                             | 順位 |
| ------------------------------------------------ | ---- |
| アメリカ・ビルボードトップホリデーアルバム       | 6    |
| アメリカ・ビルボードトップポップカタログアルバム | 17   |

## 発売日
| 地域           | 日付           | レーベル      | 規格   | 品番               |
| -------------- | -------------- | ------------- | ------ | ------------------ |
| ヨーロッパ     | 1998年10月30日 | コロムビア    | CD     | COL 492730 2       |
| 日本           | 1998年10月31日 | エピック      | CD     | ESCA-7390          |
| アメリカ       | 1998年11月3日  | 550、エピック | CD     | BK 69523           |
| オーストラリア | 1998年11月6日  | コロムビア    | CD     | 4926512            |
| アメリカ       | 2007年10月2日  | レガシー      | CD/DVD | 88697 15575 2      |
| ヨーロッパ     | 2007年11月2日  | レガシー      | CD/DVD | 88697 15575 2      |
| 日本           | 2007年11月21日 | レガシー      | CD/DVD | EICP-882～EICP-883 |
| オーストラリア | 2007年12月8日  | レガシー      | CD/DVD | 88697 15575 2      |